# 베르제몰리
베르제몰리(이탈리아어: Vergemoli)는 이탈리아 토스카나주 루카도에 있던 코무네이다. 피렌체에서 북서쪽으로 약 80km, 루카에서 북서쪽으로 약 25km 정도 떨어진 곳에 위치했다.
2014년 1월 1일을 기해 파브리케디발리코와 함께 파브리케디베르제몰리 코무네로 통합되면서 소멸되었다.